# Rue des Petites-Écuries (Nantes)
Pour les articles homonymes, voir Rue des Petites-Écuries.
La rue des Petites-Écuries est une voie de Nantes, en France.

## Situation et accès
Située dans le centre-ville de Nantes, la rue des Petites-Écuries, qui relie l'allée du Port-Maillard à la rue des Chapeliers (à la rencontre de la rue de la Juiverie et de la rue de l'Emery), est pavée et fait partie d'un secteur piétonnier. Elle rencontre la rue Lambert à l'est et la rue des Échevins à l'ouest.

## Origine du nom
Son nom lui vient du fait que la « maison des Palefrois », située sur cette artère, servait naguère de petites écuries au duc de Bretagne.

## Historique
Jusqu'au XIIIe siècle, l'axe principal nord-sud de la cité liait le Port-Communeau, le long de l'Erdre, au Port-Maillard, le long de la Loire. Il était composé des actuelles rues des Pénitentes, Saint-Jean, Saint-Vincent, de Briord, place du Pilori, rues des Chapeliers et des Petites-Écuries. À la fin du Moyen Âge, l'axe de communication se déplace vers l'ouest. Il est formé des actuelles rues Léon-Blum (anciennement « rue du Port-Communeau »), Saint-Léonard, des Carmes, place du Change et rue de la Paix, dans le prolongement de la ligne des ponts franchissant la Loire. Dès lors, la rue des Petites-Écuries fait partie d'un axe secondaire,.
La rue s'est longtemps appelée « rue du Port-Maillard », de l'ancien quai du Port-Maillard sur lequel elle aboutit ; elle a été partagée un temps entre la « haute rue du Port-Maillard » et la « basse rue du Port-Maillard ». Son nom actuel, attribué par le conseil municipal le 30 novembre 1936.